# OFC Women’s Champions League
Die OFC Women’s Champions League ist ein Fußball-Vereinswettbewerb für Frauenmannschaften in Ozeanien, der von der Oceania Football Confederation (OFC) organisiert und erstmals im Juni 2023 ausgetragen wurde. Er ist vergleichbar mit den analogen Champions-League-Wettbewerben der anderen Kontinente.
An der ersten Austragung sollten sechs Teams aus Fidschi, Neukaledonien, Neuseeland, Papua-Neuguinea, Salomonen und Samoa teilnehmen. Der neuseeländische Teilnehmer Eastern Suburbs zog allerdings vor Turnierbeginn zurück. AS Academy aus Neu-Kaledonien gewann die Erstaustragung.
Seit 2024 nehmen acht Klubs teil und spielen in zwei Vierergruppen mit anschließenden Halbfinals und Finale. Ab 2025 qualifiziert sich der Sieger für den FIFA Women’s Champions Cup.
Auckland United aus Neuseeland verteidigte 2025 den Titel erfolgreich.

## Die Turniere im Überblick
| Jahr             | Endrunde                       | TN | Sieger              | Ergebnis   | Finalist         |
| ---------------- | ------------------------------ | -- | ------------------- | ---------- | ---------------- |
| 1.–10. Juni 2023 | Papua-Neuguinea (Port Moresby) | 5  | AS Academy Féminine | Ligasystem | Hekari United FC |
| 10.–23. Mai 2024 | Salomonen (Honiara)            | 8  | Auckland United FC  | 1:0        | Hekari United FC |
| 4.–17. Mai 2025  | Tahiti (Pirae)                 | 7  | Auckland United FC  | 1:0        | Hekari United FC |